# 룽더현
룽더현(한국어: 융덕현, 중국어: 隆德县, 병음: Lóngdé Xiàn)은 중화인민공화국 닝샤 후이족 자치구 구위안 시의 현급 행정구역이다. 넓이는 1,270km2이고, 인구는 2007년 기준으로 180,000명이다.
룽더는 닝샤의 남부에 위치해있다. 역사적으로 현은 간쑤성의 핑량 시의 관할 하에 있었다. 룽더 현은 닝샤의 다른 현들 및 산시성 (섬서성), 간쑤 성과 접한다. 또한 북서쪽의 중요한 도시인 시안, 란저우와 연결된다. 현의 북쪽은 위안저우 구, 동쪽은 징위안 현, 남쪽은 핑량, 서쪽은 바이인과 접한다.
룽더 현은 닝샤의 남부이기는 하지만 해발고도가 2,000m에 달해 대개 주변 지역보다 기온이 낮다. 게다가 현은 류판 산맥의 산기슭에 위치하여 상대적으로 물이 적다. 따라서 현의 농업은 거의 발전하지 못한 상태이다. 이러한 요소들과 역사적으로 노상 강도들이 활동하던 지역이었다는 것들이 합쳐져 룽더는 빈곤한 현으로 알려지게 되었다.
총 길이가 200km가 넘는 류판 산맥이 현의 남동부에 위치하여 일반적으로 동쪽은 고도가 높고 서쪽은 낮아 강이 이곳에서 역류하여 흐른다. 현에는 강이 많지는 않지만 주요 강으로 위 강과 후루 강이 포함된다. 또한 꽤 큰 수많은 저수지와 연못들이 있다. 연평균 기온은 5.1°C이고 연평균 강수량은 553mm이다.
현은 황투고원의 주변부에 있기 때문에 많은 산들과 협곡들이 있다. 평지를 "촨"으로 부른다. 이 곳은 대체적으로 꽤 비옥하여 다양한 작물들이 풍부하게 생산된다. 산에는 많은 계단식 논밭들이 있다.
현의 인구 대부분은 한족과 후이족으로 각각 90.5%, 9.5%를 차지한다. 중국어의 지역 방언은 산시 성에서 말하는 것과 유사하나 조금 다르다. 그리고 오히려 닝샤 북부에서 쓰이는 방언과 많이 차이가 난다. 농부들은 밀, 감자, 옥수수, 콩, 완두콩 등을 재배한다. 또한 소, 양, 돼지를 기른다. 현의 농산품으로는 사과, 배, 살구, 수박과 전통 약재가 있다. 지역의 민속 전통은 주변의 간쑤 성, 산시 성의 것과 유사하다.
산지의 적은 공간에 많은 사람들이 살기 때문에 환경이 심하게 파괴되어 더 이상 이 지역은 사람이 살기에 적합하지 않다. 최근에 지역 정부는 주민들을 닝샤 북쪽의 평원 지대로 이주시키고 있다. 또한 많은 젊은이들이 일자리를 얻기 위해 중국의 해안지역으로 떠나고 있다.
温堡乡는 월경지로 간쑤성에 둘러싸였다.

## 기후
| Longde (1981−2010)의 기후                      | Longde (1981−2010)의 기후 | Longde (1981−2010)의 기후 | Longde (1981−2010)의 기후 | Longde (1981−2010)의 기후 | Longde (1981−2010)의 기후 | Longde (1981−2010)의 기후 | Longde (1981−2010)의 기후 | Longde (1981−2010)의 기후 | Longde (1981−2010)의 기후 | Longde (1981−2010)의 기후 | Longde (1981−2010)의 기후 | Longde (1981−2010)의 기후 | Longde (1981−2010)의 기후 |
| 월                                             | 1월                       | 2월                       | 3월                       | 4월                       | 5월                       | 6월                       | 7월                       | 8월                       | 9월                       | 10월                      | 11월                      | 12월                      | 연간                      |
| ---------------------------------------------- | ------------------------- | ------------------------- | ------------------------- | ------------------------- | ------------------------- | ------------------------- | ------------------------- | ------------------------- | ------------------------- | ------------------------- | ------------------------- | ------------------------- | ------------------------- |
| 역대 최고 기온 °C (°F)                         | 12.0 (53.6)               | 16.9 (62.4)               | 22.4 (72.3)               | 26.2 (79.2)               | 28.0 (82.4)               | 29.7 (85.5)               | 32.4 (90.3)               | 30.6 (87.1)               | 29.1 (84.4)               | 21.8 (71.2)               | 16.2 (61.2)               | 10.9 (51.6)               | 32.4 (90.3)               |
| 일평균 최고 기온 °C (°F)                       | −1.0 (30.2)               | 1.6 (34.9)                | 6.6 (43.9)                | 13.1 (55.6)               | 17.6 (63.7)               | 20.9 (69.6)               | 22.9 (73.2)               | 21.8 (71.2)               | 17.1 (62.8)               | 11.5 (52.7)               | 5.9 (42.6)                | 0.8 (33.4)                | 11.6 (52.8)               |
| 일일 평균 기온 °C (°F)                         | −7.6 (18.3)               | −4.3 (24.3)               | 0.6 (33.1)                | 6.8 (44.2)                | 11.7 (53.1)               | 15.2 (59.4)               | 17.3 (63.1)               | 16.3 (61.3)               | 11.9 (53.4)               | 5.9 (42.6)                | −0.4 (31.3)               | −5.9 (21.4)               | 5.6 (42.1)                |
| 일평균 최저 기온 °C (°F)                       | −12.9 (8.8)               | −9.1 (15.6)               | −4.1 (24.6)               | 1.1 (34.0)                | 5.4 (41.7)                | 8.9 (48.0)                | 11.7 (53.1)               | 11.4 (52.5)               | 7.6 (45.7)                | 1.7 (35.1)                | −5.1 (22.8)               | −10.9 (12.4)              | 0.5 (32.9)                |
| 역대 최저 기온 °C (°F)                         | −25.5 (−13.9)             | −23.6 (−10.5)             | −19.5 (−3.1)              | −13.4 (7.9)               | −7.4 (18.7)               | −0.4 (31.3)               | 3.0 (37.4)                | 3.7 (38.7)                | −1.9 (28.6)               | −11.5 (11.3)              | −19.1 (−2.4)              | −27.3 (−17.1)             | −27.3 (−17.1)             |
| 평균 강수량 mm (인치)                          | 5.2 (0.20)                | 6.6 (0.26)                | 13.0 (0.51)               | 24.7 (0.97)               | 44.9 (1.77)               | 68.9 (2.71)               | 106.0 (4.17)              | 105.0 (4.13)              | 69.4 (2.73)               | 36.2 (1.43)               | 8.7 (0.34)                | 3.3 (0.13)                | 491.9 (19.35)             |
| 평균 상대 습도 (%)                             | 60                        | 60                        | 59                        | 56                        | 58                        | 67                        | 73                        | 74                        | 74                        | 72                        | 65                        | 60                        | 65                        |
| 출처: China Meteorological Data Service Center |                           |                           |                           |                           |                           |                           |                           |                           |                           |                           |                           |                           |                           |

## 행정 구역
3개 진, 10개 향을 관할한다.
- 진: 城关镇, 沙塘镇, 联财镇.
- 향: 陈靳乡, 好水乡, 观庄乡, 杨河乡, 神林乡, 张程乡, 凤岭乡, 山河乡, 温堡乡, 奠安乡.